# Kanton Avesnes-sur-Helpe-Sud
Avesnes-sur-Helpe-Sud (Nederlands: Avenne aan de Helpe-Zuid) is een voormalig kanton van het Franse Noorderdepartement. Het kanton maakte deel uit van het arrondissement Avesnes-sur-Helpe.

## Gemeenten
Het kanton Avesnes-sur-Helpe-Sud omvatte de volgende gemeenten:
- Avesnelles
- Avesnes-sur-Helpe (deels, hoofdplaats)
- Beaurepaire-sur-Sambre
- Boulogne-sur-Helpe
- Cartignies
- Étrœungt
- Floyon
- Grand-Fayt
- Haut-Lieu
- Larouillies
- Marbaix
- Petit-Fayt
- Rainsars
- Sains-du-Nord